# 凱郎省

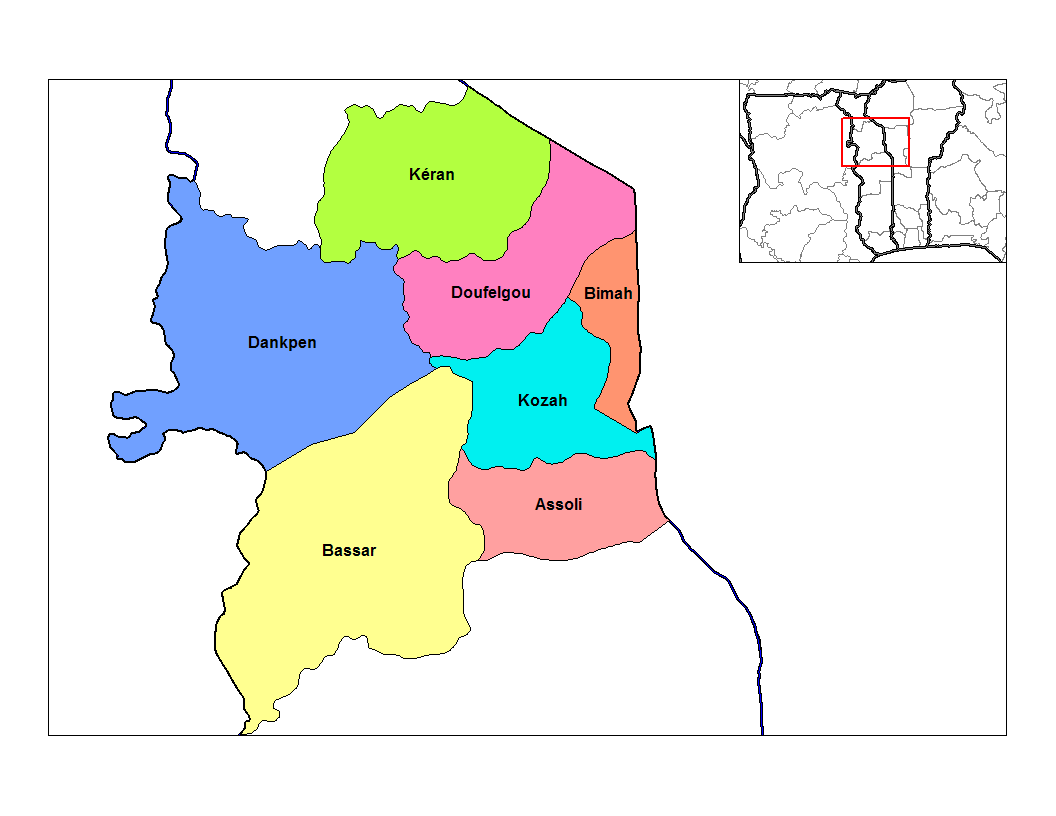

9°57′00″N 1°03′00″E / 9.9500°N 1.0500°E
凱郎省（法語：Préfecture de Kéran），是多哥的30個省份之一，位於該國中北部，由卡拉區負責管轄，首府設於康代，面積1,660平方公里，2010年人口94,061，人口密度每平方公里0.06人。